# سالیناس (کالیفرنیا)
سالیناس (به انگلیسی: Salinas) شهری در شهرستان مونتری ایالت کالیفرنیا است که در سرشماری سال ۲۰۱۰ میلادی، ۱۵۰۴۴۱ نفر جمعیت داشته‌است.